# Sindi (volk)

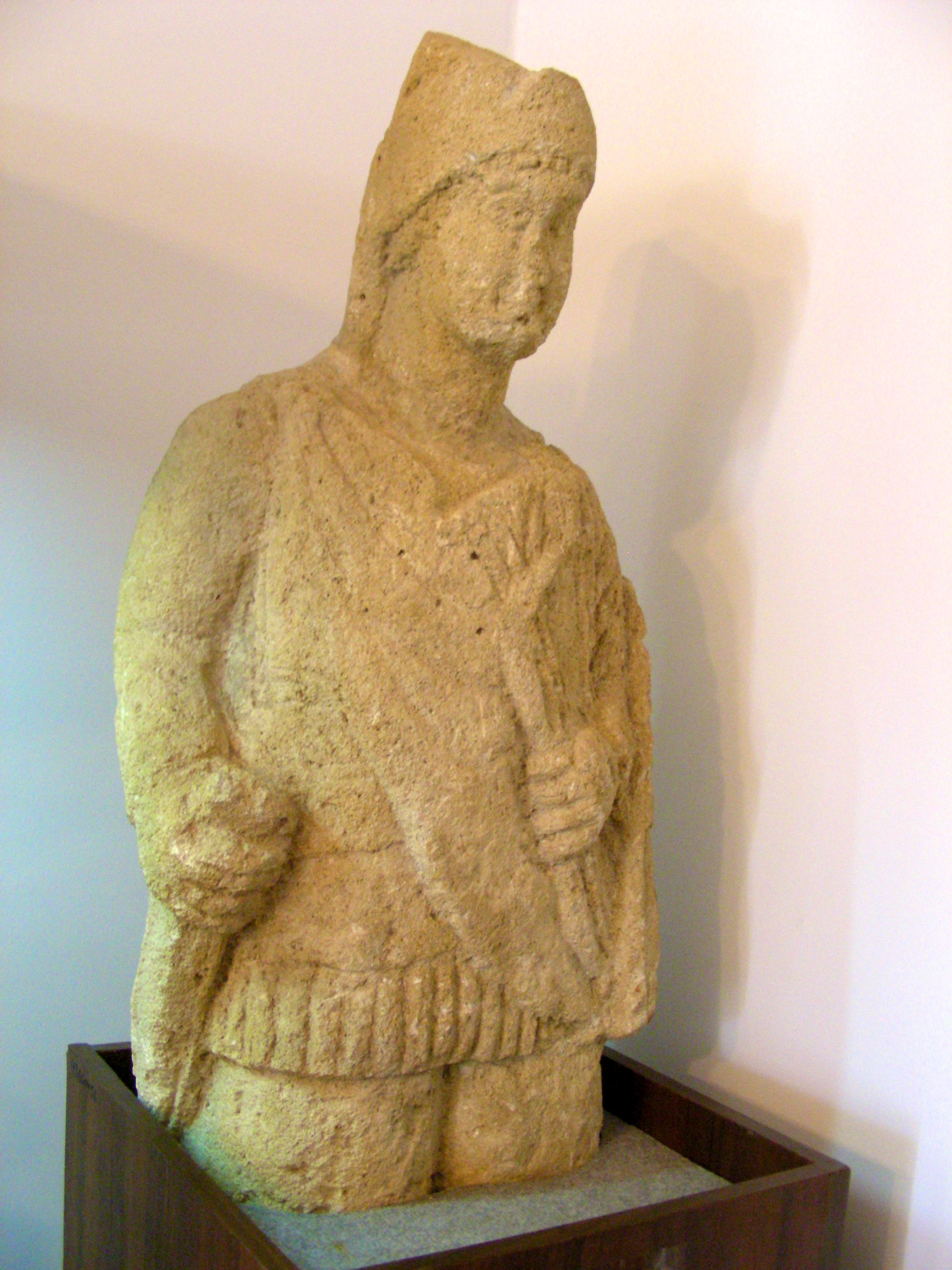
Sindi-strijder, kalksteen, 1e eeuw A.D.,
Archeologisch Museum Kertsj

De Sindi (Oudgrieks: Σινδοί, ook: Sindones, Sindianoi) waren een oud volk op het schiereiland Taman en de aangrenzende kust van de Zwarte Zee, in het gebied genaamd Sindica, gelegen tussen de huidige steden Temrjoek en Novorossiejsk. 
Strabo beschrijft hen als wonende bij de Palus Maeotis, naast onder anderen de Maeotae, Dandarii, Toreatae, Agri, Arrechi, Tarpetes, Obidiaceni, Sittaceni, Dosci en Aspurgiani. Volgens sommige geleerden waren ze een stam van de Maeotae. In de 5e eeuw v.Chr. werden de Sindi door het Bosporuskoninkrijk onderworpen. 
Naast de haven van Sindika, later hernoemd tot Gorgippia, bezaten ze de steden Hermonassa en Aborace. Ze hadden een monarchale staatsvorm, en Sindika/Gorgippia was de residentie van hun koningen. Ze lieten een groot aantal grafheuvels na, waarbij uit de grafgiften blijkt dat hun cultuur sterk gehelleniseerd was. Nicolaus van Damascus vermeld de eigenaardige gewoonte dat zij op het graf van een overledene zoveel vissen gooiden als het aantal vijanden die hij had overwonnen.
De Sindi werden in de eerste eeuwen van onze jaartelling onderworpen door de Sarmaten.